# Kilifia deltoides
Kilifia deltoides är en insektsart som beskrevs av De Lotto 1965. Kilifia deltoides ingår i släktet Kilifia och familjen skålsköldlöss. Inga underarter finns listade i Catalogue of Life.